# リーライダーす
有限会社リーライダーす（英名：LEERIDERS Co., Ltd.）は、主にテレビ番組の製作される企画、映画、モバイル・インターネットなどのコンテンツの企画を行う制作プロダクションである。設立年月日は1999年4月。
バラエティ番組のディレクターをしていた李闘士男が制作会社「ウイルスプロダクション（現・イキナ）」から独立して設立した。社名はジーンズ名に由来し、李の友人が命名者である。

## 所在地・役員
- 東京都渋谷区富ヶ谷1-18-5　TIビル4F・5F
- 代表取締役 : 李闘士男
- 取締役 : 阿部賢治

## 所属スタッフ

### 総合演出
- 李闘士男（社長）

### プロデュース部
- 小池竜二（プロデューサー）

### プロモーション＆マネジメント部
- 河瀬真（プロデューサー）

### 国際部
- 鈴木庸子（ナポリ駐在員）
- 潘守智（上海駐在員）

## 主な制作番組
日本テレビ系
- JQ ～1億人の大検定・あなたの日本人指数がわかる～
- 驚き★ゼミナール6

TBS系
- ダウンタウン・セブン（毎日放送）
- 歴史王グランプリ2008まさか!の日本史雑学クイズ100連発![1]

フジテレビ系
- サタ☆スマ
- '99 FNS 1億2700万人の27時間テレビ夢列島 〜てれずに楽しく・てれずに愛して〜『帰ってきたトラブルバスターズ』
- SMAP×SMAP特別企画『草彅剛はじめての旅』（関西テレビ）
- コント1000本ノック
- 福山雅治・西川貴教のオールナイトニッポンTV
- クイズ・ポーカーフェイス
- ペダンチックな夜
- スマイル（関西テレビ）
- 誰も教えてくれない年金の疑問イッキに解決スペシャル
- タモリのジャポニカロゴス
- まごまご嵐
- GRA
- 地上最大のTV動物園
- ココロの旅（関西テレビ）
- 日本の轍（関西テレビ）

テレビ朝日系
- 神出鬼没!タケシムケン
- サムズアップ人生開運プロジェクト

テレビ東京系
- ポケモンゲット☆TV

映画
- 家に帰ると妻が必ず死んだふりをしています。（配給：KADOKAWA）

モバイルコンテンツ
- You The Rock★のレコルド!（au携帯EZアップチャンネル）